# アルトゥール・ウマハノフ
アルトゥール・ウマハノフ（ロシア語: Артур Умаханов, ラテン文字転写: Artur Umakhanov、1979年2月27日 - ）は、ロシアの男性総合格闘家。ダゲスタン共和国出身。SKアブソリュート・ロシア所属。元CAGE FORCEライト級王者。
かつてはロシア軍特殊部隊スペツナズに所属していた元軍人。総合格闘技以外にはコマンドサンボ、キックボクシング等の数々の大会で優勝した経歴がある。
パウンドを得意技とする。一方で、腕を前に垂らしたノーガードスタイルを度々行うなど挑発行為も多く行っており、そのせいで相手のパンチをもらってしまう場面も多い。
パンクラスでは「ウマハノフ・アルトゥール」と表記されている。

## 来歴
2004年6月5日、Mayor Cup 2004でナザロフ・アルダックと対戦し、総合格闘技デビュー。フロントチョークを仕掛けるも、素手の状態のパウンドを受けTKO負け。黒星デビューとなった。
2006年9月9日、D.O.G VIIで飯田崇人と対戦。パウンドにより飯田を負傷させ1R終了時にTKO勝ち。飯田を病院送りにした（飯田は左眼窩底骨折するなどして集中治療室に直行するほどの重傷であった）。
2006年12月2日、初参戦となったパンクラスで宮崎裕治と対戦。1R、ウマハノフがバックを取ると、宮崎が腕を取りかけるが、ジャーマン・スープレックスで宮崎を頭からリングに落とし、TKO勝ち。
2007年2月28日、パンクラスで伊藤崇文と対戦。パウンドなどで攻めるも決め手に欠き、3-0の判定で勝利。ライト級の契約体重68.99kgを上回る69.75kgでクリアできず失格になるところであったが、伊藤が試合を望んだため無差別級として試合が行われた。
2007年3月17日、CAGE FORCE 02のライト級王座決定トーナメント1回戦でケイナン・カクと対戦。パウンドで2RTKO勝ち。
2007年6月9日、CAGE FORCE 03のライト級王座決定トーナメント準々決勝で美木航と対戦し、2-1の判定勝ち。
2007年7月16日、初参戦となったHERO'Sでアンドレ・ジダと対戦。スタンドパンチ連打で1RTKO負け。J.Z.カルバンの怪我による代役としての参戦が発表されたのが4日前という緊急参戦であった。
2007年9月8日、CAGE FORCE 04のライト級王座決定トーナメント準決勝で鹿又智成と対戦予定であったが、自身のHERO'Sでのダメージと鹿又の脇腹の負傷により対戦が延期となった。11月11日、CAGE FORCE EX -eastern bound-で対戦。2Rに偶然ウマハノフの頭部が鹿又の鼻に当たり鹿又が負傷しTKO勝ち。
2007年12月1日、CAGE FORCE 05のライト級王座決定トーナメント決勝で朴光哲と対戦し、2-1の判定勝ちを収め王座獲得に成功した。試合後のインタビューでは、不覚をとったアンドレ・ジダとの再戦を熱望した。CAGE FORCE側からUFC参戦のオファー依頼をしたが、「トーナメント期間中に他のプロモーション（HERO'S）に出場し、KO負けしたことから自己管理能力に欠ける」としてオファーは出なかった。
2008年1月30日、初代ライト級キング・オブ・パンクラス決定戦で昇侍と対戦し、2Rに左ハイキックからのパウンドでKO負けを喫し王座獲得に失敗。対日本人初黒星となった。
2008年3月12日、DREAM参戦に先立ってCAGE FORCEライト級王座を返上した。
2008年3月15日、DREAM.1のライト級グランプリ1回戦で永田克彦と対戦し、0-3の判定負けを喫した。
2010年11月3日、2年9か月ぶりの参戦となったパンクラスのメインイベントでISAOと対戦し、フロントチョークで見込み一本負けを喫した。

## 人物・エピソード
「ロボット」と評されるほど表情を変えることが少なく、無表情のまま相手を攻撃する。また、秘密主義でもある。

## 戦績
| 総合格闘技 戦績 | 総合格闘技 戦績 | 総合格闘技 戦績 | 総合格闘技 戦績 | 総合格闘技 戦績 | 総合格闘技 戦績 | 総合格闘技 戦績 |
| --------------- | --------------- | --------------- | --------------- | --------------- | --------------- | --------------- |
| 15 試合         | (T)KO           | 一本            | 判定            | その他          | 引き分け        | 無効試合        |
| 9 勝            | 5               | 0               | 4               | 0               | 0               | 0               |
| 6 敗            | 3               | 2               | 1               | 0               | 0               | 0               |

| 勝敗 | 対戦相手                 | 試合結果                            | 大会名                                                                | 開催年月日     |
| ×    | ISAO                     | 1R 4:21 TKO（フロントチョーク）     | PANCRASE 2010 PASSION TOUR                                            | 2010年11月3日  |
| ×    | イスラム・マメドフ       | 1R 3:50 腕ひしぎ十字固め            | Shivirli Mixfight Tournament                                          | 2009年6月27日  |
| ○    | ファジャル・デ・ヴィント | 5分3R終了 判定3-0                   | FEFoMP: Mayor Cup 2008                                                | 2008年10月25日 |
| ×    | 永田克彦                 | 2R（10分/5分）終了 判定0-3          | DREAM.1 ライト級グランプリ2008 開幕戦 【ライト級グランプリ 1回戦】    | 2008年3月15日  |
| ×    | 昇侍                     | 2R 0:21 KO（左ハイキック→パウンド） | PANCRASE 2008 SHINING TOUR 【ライト級キング・オブ・パンクラス決定戦】 | 2008年1月30日  |
| ○    | 朴光哲                   | 5分3R終了 判定2-1                   | CAGE FORCE 05 【ライト級王座決定トーナメント 決勝】                   | 2007年12月1日  |
| ○    | 鹿又智成                 | 2R 2:54 TKO（カット）               | CAGE FORCE EX -eastern bound- 【ライト級王座決定トーナメント 準決勝】 | 2007年11月11日 |
| ×    | アンドレ・ジダ           | 1R 1:20 TKO（スタンドパンチ連打）   | HERO'S 2007 ミドル級世界王者決定トーナメント開幕戦                    | 2007年7月16日  |
| ○    | 美木航                   | 5分3R終了 判定2-1                   | CAGE FORCE 03 【ライト級王座決定トーナメント 準々決勝】               | 2007年6月9日   |
| ○    | ケイナン・カク           | 2R 3:57 TKO（パウンド）             | CAGE FORCE 02 【ライト級王座決定トーナメント 1回戦】                  | 2007年3月17日  |
| ○    | 伊藤崇文                 | 5分3R終了 判定3-0                   | PANCRASE 2007 RISING TOUR                                             | 2007年2月28日  |
| ○    | 宮崎裕治                 | 1R 1:03 TKO（スープレックス）       | PANCRASE 2006 BLOW TOUR                                               | 2006年12月2日  |
| ○    | メルカ・バラクーダ       | 3R TKO（パンチ連打）                | Draka: Governor's Cup 2006                                            | 2006年11月24日 |
| ○    | 飯田崇人                 | 1R終了時 TKO（パウンド）            | D.O.G VII                                                             | 2006年9月9日   |
| ×    | ナザロフ・アルダック     | 1R 2:29 TKO（パンチ連打）           | FEFoMP: Mayor Cup 2004                                                | 2004年6月5日   |

## 獲得タイトル
- プロキックボクシング極東大会 61kg級 優勝（2001年）
- ロシア中央銀行連合主催 コマンドサンボ大会 65kg級 優勝（2002年）
- 全ロシアスポーツ大会 コマンドサンボ 65kg級 優勝（2003年）
- 大道塾ゴールデンイーグル旗 軽重量級 優勝（2004年）
- ロシア中央銀行連合主催 コマンドサンボ大会 65kg級 優勝（2004年）
- コマンドサンボ極東地区大会 65kg級 優勝（2004年）
- 極東パンクラチオン協会主催 全極東パンクラチオン大会 75kg級 優勝（2005年）
- 初代CAGE FORCEライト級王座（2007年）